# Trachyandra pyrenicarpa
Trachyandra pyrenicarpa är en grästrädsväxtart som först beskrevs av Friedrich Welwitsch och John Gilbert Baker, och fick sitt nu gällande namn av Anna Amelia Obermeyer. Trachyandra pyrenicarpa ingår i släktet Trachyandra och familjen grästrädsväxter. Inga underarter finns listade i Catalogue of Life.